# 狗牙根属
狗牙根属（学名：Cynodon）是禾本科下的一个属，为多年生、矮小草本植物。该属共有约10种，分布于东半球热带地区。

## 下级分类
- 弯穗狗牙根 Cynodon arcuatus J. S. Presl ex Presl
- 狗牙根 Cynodon dactylon (L.) Pers.